# Långbrodalsvägen

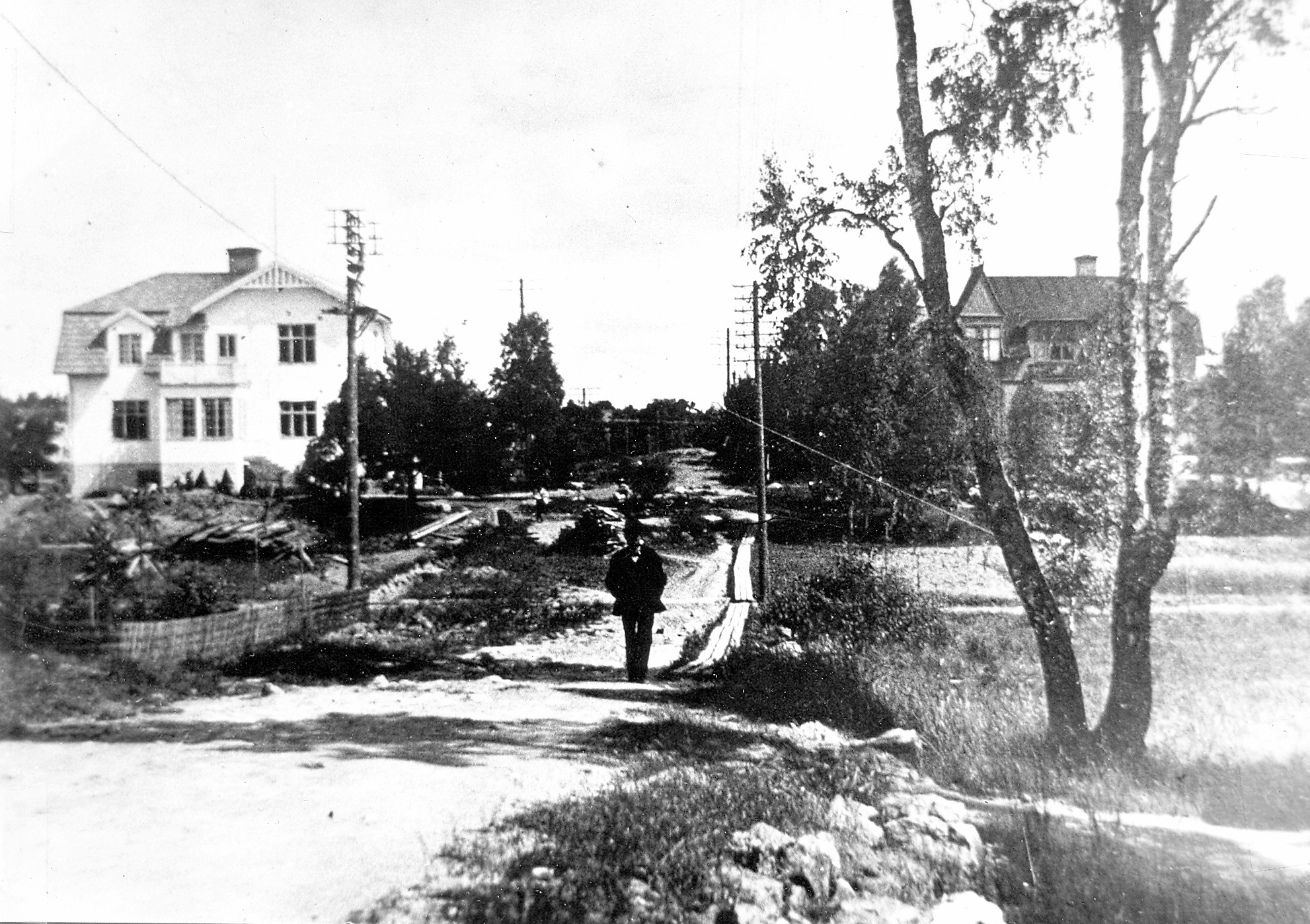
Storgatan österut cirka 1910. I svackan korsar nuvarande Vivelvägen. Huset till vänster Steijers bageri, huset till höger Knutssons ottomaner.

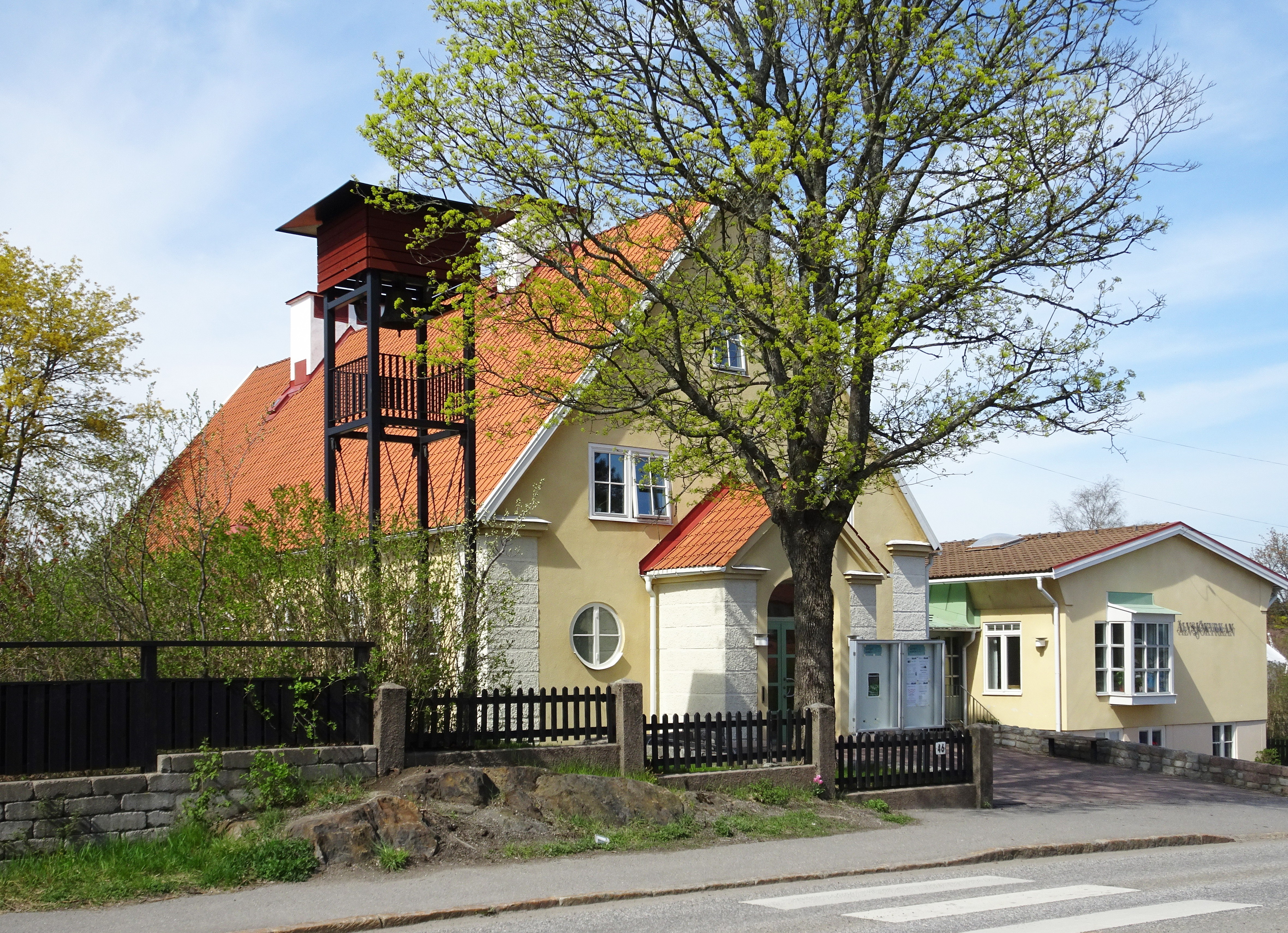
Älvsjö kyrka, maj 2021.

Långbrodalsvägen är en gata i Söderort inom Stockholms kommun. Gatan utgjorde den tidigare stadsdelen Långbrodals centralgata med ett myllrande affärsliv under 1930-talet. Vid etableringen av Kungens kurvas shoppingområde förflyttades detta myller dit.

## Beskrivning
Gatan hette tidigare Storgatan, under tiden 1928–1931 tillfälligt Långsjövägen. Namnet Långbrodalsvägen hade 1928 givits åt en planerad men aldrig utlagd gata genom Långbrodal. Huvudvägen fick därför överta detta namn 1931. Gatan ökade i betydelse i samband med etableringen av villasamhället Långbrodal kring förra sekelskiftet. Långbrodals första villa byggdes av handlaren Nils Holmqvist vilken uppförde ett hus år 1899 på nuvarande Långbrodalsvägen 55, byggnaden är fortfarande kvar. Vid Långbrodalsvägen 46 ligger Älvsjö kyrka vars äldsta delar uppfördes 1916–1919. Kyrkan byggdes till 1953 efter ritningar av arkitekt Birger Lindberg och 1992 tillkom församlingshuset.
Under 1930- och 1940-talen hade gatan en mängd butiker och mindre näringsidkare. År 2009 utgör gatan främst en av stadsdelsområdets huvudvägar.